# Angel Garza
Humberto Garza Solano (nacido el 23 de septiembre de 1992) es un luchador profesional mexicano, más conocido bajo el nombre de Garza Jr., Actualmente trabaja para la WWE en la marca SmackDown bajo el nombre de Angel Garza. También es conocido por su trabajo en los circuitos independientes en México,ha trabajado en la Lucha Libre AAA Worldwide (AAA) desde octubre de 2015 hasta su salida en enero de 2017, ha estado en Impact Wrestling y en The Crash.
Garza es un luchador de tercera generación, siendo nieto del luchador Mario Segura, conocido como El Ninja. Desde su debut en 2008 hasta 2015, trabajó bajo el nombre de El Hijo del Ninja. Es sobrino de Héctor Garza y Humberto Garza Jr. y sobrino nieto de Humberto Segura Garza. También es primo de Humberto Carrillo, quien fue su compañero de equipo en México y actualmente compiten en la WWE formando Los Lotharios. Originalmente trabajó como luchador enmascarado, pero se desenmascaró voluntariamente en 2012 en el final de la serie de un reality show de citas y ha luchado sin máscara desde entonces.

## Carrera

### Primeros años (2008-2015)
Garza fue entrenado por Hijo del Gladiador hizo su debut bajo el nombre de Hijo del Ninja con su máscara. Inicialmente trabajó para la Federación Internacional de Lucha Libre (FILL), promocionando espectáculos en Monterrey, Nuevo León. El 25 de agosto de 2009 El Hijo del Ninja ganó la Copa Arena Coliseo Monterrey en 2009 derrotando a Pee-Wee, Kaitai, Angel Dorada Jr. y Hombre Sin Miedo en sucesión para ganar la copa. Él siguió su victoria del torneo ganando el FILL Light Heavyweight Championship ese mismo año. Ganaría su primera Lucha de Apuestas, el 30 de septiembre de 2009, cuando derrotó a Morse Negro, obligándolo a desenmascarar como resultado de la estipulación. Un triunfo de Lucha de Apuestas se considera generalmente un logro más grande que una victoria del campeonato y es un indicador de un empuje promocional. En 2011, Hijo del Ninja ganó el torneo de ("King of the Air")
En 2014 algunas fuentes mexicanas de medios de lucha informaron que Garza Jr. estaba interesado en firmar a El Hijo del Ninja a un contrato, pero nada sustancial vino de los rumores en el momento de ir a Total Nonstop Action Wrestling (TNA).
El argumento condujo a una jaula de acero de seis hombres donde El Hijo del Ninja, El Ninja Jr. y Último Ninja tomaron el Dr. Wagner Jr. El Hijo del Dr. Wagner Jr. y Silver King Jr., con el último hombre en La jaula se ve obligada a desenmascarar. Al final El Hijo del Ninja fue el último hombre en escapar de la jaula, mientras que Silver King Jr. quedó en el ring y por lo tanto tuvo que desmascarar como resultado.
A principios de 2016 Garza Jr. fue invitado al WWE Performance Center en Orlando, Florida como parte de la investigación de WWE para su próximo Cruiserweight Classic, pero terminó no participando en el torneo.

### Asistencia Asesoría y Administración/Lucha Libre AAA Worldwide (2015-2017)
A finales de 2015, Garza Jr. con su nuevo nombre hizo su debut en Héroes Inmortales IX haciendo equipo con Psycho Clown y Rey Mysterio Jr. derrotando a Myzteziz, El Texano Jr. y El Hijo del Fantasma. En enero de 2016, en Guerra de Titanes hizo equipo con La Parka y Electroshock contra El Hijo del Fantasma, El Hijo del Pirata Morgan y Taurus por los vacantes Campeonato Mundial de Tríos de AAA por lo cual ganaron El Zorro, Dark Cuervo y Dark Escoria.
Garza Jr. no pudo clasificarse para la final del torneo de Rey de Reyes cuando fue eliminado por Blue Demon Jr. En abril de 2016 Garza Jr. fue derrotado por El Texano Jr. y por lo tanto no pudo calificar para el Lucha Libre World Cup (2016).
El 28 de agosto, en Triplemanía XXIV, Garza hizo equipo con El Hijo del Fantasma por los Campeonato Mundial en Parejas de AAA ante Matt Cross & Paul London, Los Güeros del Cielo (Angélico y Jack Evans) y Aero Star & Drago en cual ellos ganaron.
El 2 de octubre, en Héroes Inmortales X en el evento estelar, Garza Jr. luchó contra Johnny Mundo por el Campeonato Latinoamericano de AAA en la cual Johnny retuvo su título, originalmente estaba programado para ser semi-estelar, pero fue trasladado al evento principal en la noche del show.
El 20 de enero, Garza hizo su última aparición en Guerra de Titanes en su lucha contra El Hijo del Fantasma por el Campeonato Mundial de Peso Crucero de AAA en la cual Fantasma retuvo su título.

### Circuitos independientes (2017-2019)
Un día después de Guerra de Titanes, hizo su aparición en The Crash junto con Daga y Pentagón Jr. ahora que dejaron AAA, El trío fue acompañado por Rey Fénix, afirmando que ahora eran independientes y formaban un grupo llamado La Rebelión. Garza hizo equipo con Daga ante Pentagón Jr./Rey Fénix, Matt Hardy/Jeff Hardy, Bestia 666/Nicho El Millonario y Juventud Guerrera/Super Crazy en cual ganaron Pentagón Jr. y Rey Fénix. En la misma noche se anunció que The Crash Tag Team Championship estaba vacante, eliminando a Garza Jr. y Último Ninja del campeonato para permitir que los Broken Hardys ganaran el campeonato en el evento principal del evento al derrotar a Juventud Guerrera y Super Crazy.

### Impact Wrestling (2017-2018)
Garza Jr., junto con el luchador mexicano Laredo Kid, hizo su debut sorpresivo para Impact Wrestling, con sede en Orlando, Florida, en la grabación de su programa de televisión el 2 de marzo de 2017. Los dos hicieron su debut en el ring al derrotar a Eli Drake y Tyrus. Dos días después, Garza y Laredo participaron en una lucha por los Impact World Tag Team Championship ante The Latin American Xchange (LAX; Angel Ortiz y Santana), Decay (Abyss y Crazzy Steve) y Reno SCUM (Adam Thornstowe & Luster The Legend), quienes ganaron por LAX.

### WWE (2019-presente)

#### NXT y 2015 Live (2019-2020)
El 17 de abril de 2019, se anunció en las redes sociales de WWE que Garza había sido uno de los tres nuevos firmantes de NXT y comenzó en el WWE Performance Center junto con Kushida y Shane Strickland. En junio, se anunció que Garza competirá en un torneo llamado NXT Breakout Tournament, donde hizo su debut en el episodio del 26 de junio de NXT, derrotando a Joaquin Wilde en la primera ronda del torneo. En NXT del 23 de octubre derrotó a Jack Gallagher, haciendo señales de enfrentarse a Lio Rush por el Campeonato Peso Crucero de NXT. En NXT del 6 de noviembre derrotó a Tony Nese por una oportunidad al Campeonato Peso Crucero de NXT de Lio Rush. En NXT del 13 de noviembre se enfrentó a Lio Rush por el Campeonato Peso Crucero de NXT, pero perdió a pesar de que su pie tocó la cuerda inferior, con esto inició un feudo con Lio Rush. En el pre-show de NXT TakeOver: WarGames III, Garza venció a Isaiah "Swerve" Scott, después del combate fue atacado por Lio Rush en Backstage, El feudo contra Lio Rush por el Campeonato Peso Crucero de NXT terminó en NXT del 11 de diciembre, con Garza ganando el título, siendo su primer título individual y convirtiéndose en el primer luchador mexicano en ganarlo, para más tarde pedirle a su novia que se casara con él. Finalmente con un reinado de 42 días perdió el Campeonato Peso Crucero de NXT frente a Jordan Devlin en una Fatal-4 Way Match, que también participaban Isaiah "Swerve" Scott & Travis Banks en WWE Worlds Collide. En el NXT del 5 de febrero de 2020 derrotó a Isaiah "Swerve" Scott.
En 205 Live, Garza fue parte del Team Gulak (Drew Gulak, Tony Nese, Ariya Daivari, Mike Kanellis & él) siendo derrotados por el Team Lorcan (Oney Lorcan, Humberto Carrillo, Isaiah "Swerve" Scott, Jack Gallagher & Akira Tozawa) en un Capitain's Challenge Match, donde fue el último eliminado por Carrillo. Y en 205 Live del 24 de septiembre fue derrotado por Humberto Carrillo en la última lucha de este en 205 Live. En 205 Live del 6 de diciembre derrotó a Raul Mendoza, esa misma noche atacó al Campeón Peso Crucero de NXT Lio Rush durante su combate contra Danny Burch. Empezando el 2020 en 205 Live del 3 de enero, derrotó a Tony Nese en un combate no titular. En 205 Live del 31 de enero derrotó a Tyler Breeze.

#### Debut en el roster principal (2020-2021)
En el episodio del 3 de febrero de Raw, Garza hizo su debut en Raw como un heel, como el nuevo asociado de Zelina Vega, y se opuso a su primo de la vida real Humberto Carrillo, y asaltó brutalmente a su primo hasta que Rey Mysterio lo rescató. Posteriormente, Garza se enfrentó a Mysterio en su debut en el ring de Raw, donde Garza perdió por descalificación después de golpear a Mysterio en el piso de cemento. En Super ShowDown, derrotó nuevamente a Humberto Carrillo, al Raw posterior, junto a Andrade fueron derrotados por Humberto Carrillo & Rey Mysterio terminando su feudo contra Carrillo. Tras esto, comenzaron un feudo contra The Street Profits (Angelo Dawkins & Montez Ford) por los Campeonatos en Parejas de Raw, sin embargo Andrade se lesionó, siendo reemplazado por Austin Theory y la siguiente semana en Raw, junto a Austin Theory & Seth Rollins fueron derrotados por Kevin Owens & The Street Profits. En la noche 2 de WrestleMania 36, junto a Austin Theory se enfrentaron a The Street Profits (Angelo Dawkins & Montez Ford) por los Campeonatos en Parejas de Raw sin embargo perdieron, después del combate, junto a Theory atacaron a The Street Profits, pero fueron salvados por Bianca Belair quien atacó a Zelina Vega. A la noche siguiente en Raw, junto a Austin Theory volvieron a enfrentarse a The Street Profits por los Campeonatos en Parejas de Raw, sin embargo perdieron por descalificación. Más tarde esa noche, junto a Austin Theory & Zelina Vega fueron derrotados por Bianca Belair & The Street Profits, terminando así el feudo,  El 18 de mayo en Raw, junto a Andrade, Austin Theory & Zelina Vega interrumpieron el segmento de «K-O Show» de Kevin Owens, sin embargo regresó Apollo Crews y se pactó un combate, junto a Andrade fueron derrotados por Apollo Crews & Kevin Owens, debido a un error de Austin Theory, después del combate junto a Andrade traicionaron a Austin Theory, expulsandolo de su equipo. El 8 de junio, se enfrentó a su compañero Andrade y a Kevin Owens en una Triple Threat Match por una oportunidad al Campeonato de los Estados Unidos de la WWE de Apollo Crews, sin embargo perdió. En el Kick-Off de Backlash, interfirió a favor de su compañero Andrade en su combate contra Apollo Crews por el Campeonato de los Estados Unidos de la WWE, sin embargo fue atacado por Kevin Owens, A la noche siguiente en Raw, fue derrotado por Kevin Owens debido a que Andrade distrajo al árbitro sin querer, comenzando a tener molestias el uno del otro. En el episodio del 29 de junio en Raw, junto a Andrade fueron derrotados por Big Show en un 2-On-1 Handicap Match, mostrando que no había compañerismo entre ambos.
El 27 de julio junto a Andrade derrotaron a The Viking Raiders y a Cedric Alexander & Ricochet en un Triple Threat Tag Team Match, ganando una oportunidad por los Campeonatos en Parejas de Raw. En SummerSlam, junto a Andrade se enfrentaron a The Street Profits (Angelo Dawkins & Montez Ford) por los Campeonatos en Parejas de Raw, sin embargo perdieron. A la noche siguiente en Raw comenzó una relación amorosa con Demi Burnett El 31 de agosto en Raw, junto a Andrade fueron derrotados por los Campeones en Parejas de Raw The Street Profits en un combate no titular, durante el combate Garza abandonó a su compañero. La siguiente semana en Raw, en backstage mientras coqueteaba con Lana, fue interrumpido por Andrade & Zelina Vega, discutiendo por perder y abandonar a Andrade la semana pasada, Zelina se cansó y se separó de ellos, después de eso, Andrade y Garza se atacaron mutuamente. El 21 de septiembre, junto a Andrade derrotaron a Dominik Mysterio & Humberto Carrillo y a Seth Rollins & Murphy en un Triple Threat Tag Team Match, ganando una oportunidad por los Campeonatos en Parejas de Raw de The Street Profits. En Clash Of Champions, junto a Andrade se enfrentaron a The Street Profits por los Campeonatos en Parejas de Raw, sin embargo volvieron a perder, terminando el feudo, durante el combate, Garza se lesionó.
El 9 de octubre el SmackDown Draft, se anunció que permanecería en Raw. Regresó de su lesión 2 días después en Raw, derrotando a Andrade y terminando oficialmente con su equipo Posteriormente hizo promos con una rosa en mano las siguientes semanas en Raw. En el Kick-Off de Survivor Series, participó como parte de Raw en la Dual Brand Battle Royal, eliminando a Humberto Carrillo, sin embargo fue eliminado por Cedric Alexander & 
Shelton Benjamin. El 31 de diciembre derroto a R-Truth, ganando así el Campeonato 24/7.
El 4 de enero de 2021, durante el especial de Raw Legends Night, Garza intento coquetear con Alicia Fox, Mickie James y Torrie Wilson. Sin embargo, terminó perdiendo el Campeonato 24/7 contra R-Truth debido a una distracción con The Boogeyman. El 9 de abril en SmackDown, participó en el André the Giant Memorial Battle Royal, sin embargo fue eliminado por Shinsuke Nakamura. El 3 de mayo en Raw, Garza derroto a Drew Gulak, tras la lucha lo humilló con una rosa, comenzando un feudo entre ambos durante las siguientes semanas. En el Raw del 28 de junio, participó en un Over The Tope Rope Battle Royal para reemplazar a Randy Orton en el Last Chance Triple Threat Match clasificatorio al Men's Money in the Bank Ladder match en Money in the Bank, sin embargo fue eliminado por Mustafa Ali.

#### Los Lotharios (2021-presente)
A finales de septiembre, formó un equipo con su primo Humberto Carrillo, ganando varios combates en parejas. El 4 de octubre debido al Draft 2021 Garza fue traspasado de Raw a SmackDown. En el SmackDown del 29 de octubre, junto a Humberto Carrillo atacaron y comenzaron un feudo contra Shinsuke Nakamura & Rick Boogs. A la siguiente semana, acortaron sus nombres a solamente Angel & Humberto respectivamente y nombraron a su equipo como Los Lotharios, derrotando a Cesaro & Mansoor. En Survivor Series, participó en el 25-Man Dual Brand Battle Royal en conmemoración a los 25 años de carrera de The Rock, sin embargo fue eliminado por Angelo Dawkins. 5 días después en SmackDown, participó en el Black Friday Invitational Battle Royal por una oportunidad al Campeonato Universal de la WWE de Roman Reigns, eliminando a Rick Boogz, sin embargo fue eliminado por Ivar. Tras esto, continuaron su feudo con Nakamura y Boogs, acumulando varias victorias. En el SmackDown! emitido el 24 de diciembre, participó en el 12 Days for Christmas Gauntlet Match por una oportunidad por el Campeonato Intercontinental de la WWE de Shinsuke Nakamura, entrando de primero, eliminando a Mansoor y a Erik, sin embargo fue eliminado por Shanky.
En el SmackDown WrestleMania Edition, él y Humberto compitieron en un Triple Threat match por el Campeonato Intercontinental con Ricochet, quien retuvo el campeonato. Durante el resto del año, Los Lotharios pasarían a tener breves rivalidades ante los equipos de Imperium (Gunther & Ludwig Kaiser), Jinder Mahal & Shanky o The Viking Raiders (Erik & Ivar). En octubre, compitió en los dos house shows de WWE llevados a cabo en natal México, enfrentándose junto a Humberto a Legado Del Fantasma (Joaquin Wilde & Cruz del Toro) en ambos combates, que terminaron a victoria suya.
En el SmackDown WrestleMania Edition, participó en el André the Giant Memorial Battle Royal, eliminando a Elias junto a Humberto, sin embargo fue eliminado por Rick Boogs.
El 28 de abril de 2023, como parte del Draft, él y Humberto fueron traspasados para la marca Raw. No obstante, ambos regresaron a NXT en el episodio del 13 de junio, donde embistieron a Axiom y Scrypts. Más adelante en el programa, fueron entrevistados tras bastidores y dijeron que querían unirse a la competencia en la división de parejas de NXT. En el episodio de NXT del 18 de julio, junto a Humberto Carrillo se enfrentaron a Nathan Frazer & Dragon Lee, sin embargo perdieron y después del combate, discutió con su primo Carrillo, hasta que éste lo empujara en ringside. La siguiente semana en NXT, terminaron su alianza después de discutir a fuera del recinto. En este periodo fue cuando sería renombrado como Angel Garza.

#### Regreso al Roster Principal (2023-presente)
A fines de 2023, en el episodio de SmackDown! emitido el 22 de diciembre, durante el combate de Santos Escobar contra Bobby Lashley en la Semifinal del Torneo por una oportunidad al Campeonato de los Estados Unidos, 2 enmascarados atacaron a The Street Profits (Angelo Dawkins & Montez Ford) distrayendo a Lashley para que Escobar ganará lucha, seguidamente se reveló que los enmascarados eran él & Humberto Carrillo.
Comenzando el 2024, en el episodio de SmackDown del 5 de enero llamado SmackDown: New Year's Revolution, junto a Humberto acompañaron a Santos Escobar que se enfrentó a Kevin Owens en la Final del Torneo por una oportunidad al Campeonato de los Estados Unidos, sin embargo antes del combate, fueron atacados L.W.O. (Joaquin Wilde & Cruz del Toro) dejando solo a Escobar, la siguiente semana en el episodio de SmackDown, junto a Humberto derrotaron a L.W.O (Cruz del Toro & Joaquin Wilde), a pesar de que durante el combate, apareció Carlito para atacar a Santos Escobar, la siguiente semana en SmackDown, junto a Humberto & Santos Escobar derrotaron a L.W.O (Carlito, Cruz del Toro & Joaquin Wilde).

## Vida personal
El 11 de diciembre de 2019, inmediatamente después de ganar el Campeonato de Peso Crucero de NXT, Garza le propuso matrimonio a la periodista deportiva Zaide Lozano en el medio del ring. Se casaron el 23 de julio de 2020. El 30 de enero de 2022, Garza anunció que él y Lozano están esperando su primer hijo. En julio del mismo año, ambos tuvieron a su primera hija, de nombre Dara.

## Campeonatos y logros
- The Crash
  - The Crash Tag Team Championship (1 vez) – con Último Ninja[84]

- Federación Internacional de Lucha Libre
  - FILL Light Heavyweight Championship (1 vez)
  - FILL Rey del Aire Tournament: 2011[85]

- Impact Wrestling
  - Turkey Bowl (2017) – con Eddie Edwards, Allie, Richard Justice, y Fallah Bahh

- Llaves y Candados
  - LyC Championship (1 vez)[85]
  - LyC Tag Team Championship (1 vez) – con Último Ninja

- Lucha Libre AAA Worldwide
  - Campeonato Mundial en Parejas de AAA (1 vez) - con Berto

- Pro Wrestling Blitz
  - PWB Tag Team championship (1 vez) – con Laredo Kid

- WWE
  - NXT Cruiserweight Championship (1 vez)
  - WWE 24/7 Championship (1 vez)

- Pro Wrestling Illustrated
  - Situado en el Nº393 en los PWI 500 de 2017[86]
  - Situado en el Nº331 en los PWI 500 de 2018[87]
  - Situado en el Nº258 en los PWI 500 de 2019[88]
  - Situado en el N°109 en los PWI 500 de 2020[89]
  - Situado en el N°342 en los PWI 500 de 2021[90]

## Luchas de Apuestas
| Ganador (apuesta)      | Perdedor (apuesta)    | Locación                 | Evento                    | Fecha                  | Notas  |
| ---------------------- | --------------------- | ------------------------ | ------------------------- | ---------------------- | ------ |
| Bestia 666 (cabellera) | Garza Jr. (cabellera) | Tijuana, Baja California | The Crash VII Aniversario | 3 de noviembre de 2018 | [ 91 ] |